# Pancéřovka Carl Gustav
Carl Gustav (také Carl-Gustaf nebo M2CG) je přenosná víceúčelová bezzákluzová protitanková zbraň ráže 84 mm, vyráběná společností Saab Bofors Dynamics (dříve Bofors Anti-Armour AB) ve Švédsku. První prototyp byl vyroben v roce 1946 a na rozdíl od obdobných zbraní té doby zůstaly pancéřovky Carl Gustav dodnes ve výzbroji řady armád.
V zemi původu je zbraň oficiálně označována jako Grg m/48 (Granatgevär model 48). Britští vojáci jí dali přezdívku Charlie G, zatímco kanadští používají označení 84, Carl G nebo Carlo. V americké armádě je zavedena jako M3 Multi-role Anti-armor Anti-tank Weapon System (MAAWS) nebo Ranger Antitank Weapons System (RAWS), ale často je přezdívána the Gustav, the Goose nebo Carl Johnson. V Austrálii je pejorativně známa jako Charlie Gusto nebo Charlie Gutsache (slangový výraz pro bolest žaludku).

## Carl Gustav v Armádě ČR
Zbraň Carl Gustav se nachází také ve výzbroji pozemních sil Armády České republiky. Zpravidla se označuje jako „pancéřovka“, ačkoli její parametry odpovídají spíše tomu, čemu se v češtině v minulosti říkalo „tarasnice“. V každém případě platí, že Carl Gustav díky mnoha druhům střeliva významně přesahuje kategorii protipancéřové zbraně a představuje víceúčelový pěchotní podpůrný prostředek.